# Stękiny
Stękiny (deutsch Stenkienen) ist ein Ort in der polnischen Woiwodschaft Ermland-Masuren. Er gehört zur Gmina Jonkowo (Landgemeinde Jonkendorf) im Powiat Olsztyński (Kreis Allenstein).

## Geographische Lage
Stękiny liegt im Westen der Woiwodschaft Ermland-Masuren, 18 Kilometer westlich der Kreis- und Woiwodschaftshauptstadt Olsztyn (deutsch Allenstein).

## Geschichte
Das seinerzeit Stenekyn, vor 1820 Stenkinen genannte Dorf wurde 1343 gegründet: am 19. März jenes Jahres bestimmte Bischof Hermann Land im Felde Sculpain zur Dorfgründung. Im Jahre 1874 wurden sowohl die Landgemeinde Stenkienen als auch der Gutsbezirk Stenkienen, Forst, letzterer aber nur bis 1899, in den neu errichteten Amtsbezirk Schöneberg im ostpreußischen Kreis Allenstein eingegliedert.
315 Einwohner waren im Jahre 1910 in Stenkienen gemeldet. Ihre Zahl belief sich 1933 auf 314 und 1939 auf 280.
Als 1945 in Kriegsfolge das gesamte südliche Ostpreußen an Polen fiel, erhielt Stenkienen die polnische Namensform „Stękiny“. Heute ist der Ort Teil der Landgemeinde Jonkowo (Jonkendorf) im Powiat Olsztyński (Kreis Allenstein), von 1975 bis 1998 der Woiwodschaft Olsztyn, seit 1999 der Woiwodschaft Ermland-Masuren zugehörig. Im Jahre 2021 zählte Stękiny 229 Einwohner.

## Kirche
Bis 1945 war Stenkienen in die evangelische Kirche Allenstein in der Kirchenprovinz Ostpreußen der Kirche der Altpreußischen Union, außerdem in die römisch-katholische Kirche Alt Schöneberg (polnisch Wrzesina) im Bistum Ermland eingepfarrt.
Heute gehört Stękiny katholischerseits weiterhin zur Pfarrei Wrzesina, die nun allerdings dem Erzbistum Ermland zugeordnet ist. Evangelischerseits besteht die Beziehung zur – nun aber mit Namen versehen – Christus-Erlöser-Kirche in Olsztyn, die jetzt zur Diözese Masuren der Evangelisch-Augsburgischen Kirche in Polen gehört.

## Verkehr
Stękiny liegt an der verkehrsreichen polnischen Woiwodschaftsstraße 527, der früheren deutschen Reichsstraße 133, die sich durch die westliche Woiwodschaft Ermland-Masuren zieht und die Städte Dzierzgoń (Christburg), Pasłęk (Preußisch Holland) sowie Morąg (Mohrungen) mit Olsztyn (Allenstein) verbindet. Die Kreisstraße 1368N von Barkweda (Bergfriede) über Jonkowo (Jonkendorf) endet in Stękiny.
Die nächste Bahnstation ist Wołowno (Windtken) und liegt an der PKP-Linie 220: Olsztyn–Bogaczewo.